# Liste der Kulturdenkmäler in Beuren (Eifel)
In der Liste der Kulturdenkmäler in Beuren sind alle Kulturdenkmäler der rheinland-pfälzischen Ortsgemeinde Beuren aufgeführt. Grundlage ist die Denkmalliste des Landes Rheinland-Pfalz (Stand: 21. September 2023).

## Einzeldenkmäler
| Bezeichnung                          | Lage                                                           | Baujahr         | Beschreibung | Bild |
| ------------------------------------ | -------------------------------------------------------------- | --------------- | --- | ---- |
| Schulhaus                            | Hofstraße ohne Nummer Lage                                     | 1832–45         | Schule, 1832–45, Architekt Ferdinand Nebel, Koblenz                                                                                   | BW   |
| Gemeindebackhaus                     | Oberdorfstraße 1 Lage                                          | 18. Jahrhundert | ehemaliges Gemeindebackhaus; Quereinhaus, teilweise Fachwerk, abgewalmtes Mansarddach, Kern aus dem 18. Jahrhundert, Erweiterung 1926 | BW   |
| Hofanlage                            | Oberdorfstraße 14 Lage                                         | 1835            | Hofanlage, bezeichnet 1835; Fachwerkhaus, teilweise massiv                                                                            | BW   |
| Friedhofskreuz                       | Schulstraße, auf dem Friedhof Lage                             | 1845            | Friedhofskreuz, bezeichnet 1845, davor Grabmal                                                                                        | BW   |
| Katholische Pfarrkirche St. Antonius | Unterdorfstraße 1 Lage                                         | 1716            | wohl spätgotischer Chor, barocker Saalbau, wohl von 1716, vierte Achse und Turm von 1848                                              | BW   |
| Kapelle                              | südwestlich des Ortes an der L 103 bei der Beurener Mühle Lage |                 | Kapelle mit spätestgotischer Christusfigur                                                                                            | BW   |

## Ehemalige Kulturdenkmäler
| Bezeichnung | Lage                  | Baujahr                     | Beschreibung | Bild |
| ----------- | --------------------- | --------------------------- | --- | ---- |
| Hofanlage   | Oberdorfstraße 9 Lage | Anfang des 19. Jahrhunderts | Hofanlage, Anfang des 19. Jahrhunderts; Fachwerkhaus, teilweise massiv, Fachwerkscheune; aus Denkmalliste gelöscht | BW   |